# Demopolis, Alabama
Demopolis là một thành phố thuộc quận Marengo, tiểu bang Alabama, Hoa Kỳ. Dân số năm 2009 là 7300 người, mật độ đạt 159 người/km².